# Сешу Тойо
Сешу Тойо (на японски: 雪舟), роден през 1420 г и починал на 8 август 1506, е японски художник и дзен монах от периода Муромачи, майстор в областта на монохромната живопис с туш. Рожденото име му е неизвестно. Сешу е творческият псевдоним, който художникът приема на зряла възраст. Тойо е личното име, което той приема в манастира.

## Биография
Сешу е роден през 1420 г в провинция Бичу, днешната префектура Окаяма. На 11 години постъпва в дзен манастира „Хофукоджи“ като послушник. На 20 години е преместен като монах в манастира (храма) „Шококуджи“ в Киото. По-късно напуска манастира и след известен престой в Камакура през 1464 г. се премества манастира „Унококуджи“ в Ямагучи. От там заминава през 1468 г. за Пекин, където получава възможност да учи месеци наред в императорската художествена академия. По-късно получава поръчка да украси сграда в града с русунки. Напуска Китай през 1469 г. и се връща в Ямагучи, а през 1476 г. си прави ателие в провинция Бунго (днес префектура Ойта), което през 1486 г. премества в Ямагучи. Напуска Китай през 1469 г.и се връща в Ямагучи.
- Есенен пейзаж
- Картина в Токийския национален музей
- Ландшафт, около 1481 г.
- Пейзаж